# Conquête sassanide de l'Égypte
Guerre perso-byzantine de 602-628
La conquête sassanide de l’Égypte s'est déroulée entre 618 et 621, lorsque l’armée perse vainquit les forces byzantines et occupa la province. La chute d’Alexandrie, capitale de l’Égypte romaine, a marqué la première et la plus importante étape de la campagne militaire pour conquérir cette riche province, qui est finalement tombée complètement sous le régime perse en quelques années.

## Contexte
Le souverain Khosrow II profite de l'agitation intérieure dans l'empire byzantin après le renversement de Maurice par Phocas pour attaquer les provinces romaines à l'est. En 615, les Perses chassent les Romains du nord de la Mésopotamie, de la Syrie et de la Palestine. Déterminé à éradiquer la domination byzantine en Asie, Khosrow se tourne vers l'Égypte, le grenier à blé de l'empire romain d'Orient.

## Chute de l'Égypte
L'invasion de l'Égypte par les Perses commence en 617 ou 618. Peu de détails sont connus de cette campagne en raison de l’isolement de cette province par rapport aux derniers territoires romains. L'armée perse s'est dirigée vers Alexandrie, où Nicétas, le cousin d'Heraclius et gouverneur local, n'a pas été en mesure de résister efficacement. Lui et le patriarche calcédonien Jean V d'Alexandrie fuirent la ville pour Chypre. Selon la Chronique du Khouzistan, la cité aurait été livrée aux Perses par un certain Pierre du Qatar (golfe persique) en juin 619 ,.
Après la chute d'Alexandrie, les Perses étendent progressivement leur domination vers le sud, le long du Nil. La résistance sporadique a entraîné une certaine répression mais à partir de 621, la province était sous le contrôle des Sassanides.

## Conséquences
L’Égypte reste aux mains des Perses pendant 10 ans, dirigée par le général Shahrbaraz d’Alexandrie. Alors que l'empereur Héraclius reprenait l’avantage militaire sur Khosrow, Shahrbaraz refusa l'ordre d'évacuer la province. Héraclius, essayant à la fois de récupérer l’Égypte et de semer la désunion parmi les Perses, proposa d’aider Shahrbaraz à s'emparer du trône persan. Un accord est conclu et, à l'été 629, les troupes perses  commencent à quitter l'Égypte.